# Erinnyis phalaris
Erinnyis phalaris är en fjärilsart som beskrevs av Kirby 1892. Erinnyis phalaris ingår i släktet Erinnyis och familjen svärmare. Inga underarter finns listade i Catalogue of Life.